# Gunilla Kihlman
Gunilla Kihlman, född 3 juli 1931 i Helsingfors, är en finländsk konstnär. 
Kihlman studerade vid Fria konstskolan 1950–1953 och besökte samtidigt Helsingfors universitets ritsal. Hon studerade i Paris i olika repriser mellan 1949 och 1958 och ställde ut första gången 1961. I början målade hon akvareller, men övergick senare till olja. Hennes målningar, främst landskap och porträtt, som i början var mörkare och mustiga, blev senare i en allt personligare teknik, pastellartat ljusa och eteriska. Hon gav 1957 ut diktsamlingen Annandag.